# Фъндъклийска река
Фъндъклийска река (също Шкорпиловска река) е река в Източна България, област Варна – община Долни чифлик, вливаща се в Черно море. Дължината ѝ е 27 km.
Фъндъклийска река води началото си под името Коджадере, на 238 m н.в. от Камчийска планина, на около 3 km източно от село Солник, община Долни чифлик. Тече в посока изток-североизток в плитка долина. В района на село Юнец се нарича Юнецка река. Влива се в Черно море при летовище „Шкорпиловци“.
Реката има три по-големи леви притока: Селския дол, Церов дол и Черкезки дол. Фъндъклийска река е с малък отток и през летните месеци често пресъхва.
По течението на реката в Община Долни чифлик са разположени 2 села: Юнец и Шкорпиловци.
В най-горното течение на реката, преди село Юнец е изграден язовир „Рудник", водите на който се използват за напояване.

## Топографска карта
- Лист от карта K-35-44. Мащаб: 1 : 100 000.